# San Juan Huactzinco
San Juan Huactzinco è un comune del Messico, situato nello stato di Tlaxcala, il cui capoluogo è la località omonima.